# Маккартни, Билл
Уи́льям Макка́ртни (англ. William McCartney), также известный как Билли Маккартни или Билл Маккартни — шотландский футболист, крайний правый нападающий.

## Клубная карьера
Родился в шотландском городке Ньюмилнз (ныне — в области Ист-Эршир).
Начал карьеру в шотландских клубах «Рутерглен Гленкейрн» и «Эр».
В 1899 году перешёл в «Хиберниан». Дебютировал за клуб 16 сентября 1899 года в матче против «Данди». Провёл в клубе 4 сезона, сыграв 83 матча и забив 18 голов (в том числе 1 хет-трик в ворота «Данди» 30 ноября 1901 года). Помог команде завоевать Кубок Шотландии в 1902 году, хотя пропустил финал Кубка из-за перелома ноги, полученного в полуфинальном матче против «Рейнджерс». В следующем сезоне вместе с командой стал чемпионом Шотландии.
В 1903 году перешёл в английский «Манчестер Юнайтед». Дебютировал за «Юнайтед» 5 сентября 1903 года в матче против «Бристоль Сити». Свой первый и единственный гол за «Манчестер Юнайтед» забил 2 апреля 1904 года в матче против «Лестер Сити». Провёл в команде лишь один сезон, сыграв в 13 матчах.
Перед началом сезона 1904/05 перешёл в лондонский «Вест Хэм Юнайтед», выступавший в Южной лиге. Дебютировал за клуб 1 сентября 1904 года в матче против «Миллуолла». 21 апреля 1905 года в последний раз вышел в составе «Вест Хэма» на матч против «Портсмута». В общей сложности сыграл за «молотобойцев» 29 матчей и забил 3 гола.

## Карьера в сборной
Провёл 1 матч за национальную сборную Шотландии. Это произошло 1 марта 1902 года в рамках домашнего чемпионата Британии. Шотландцы на выезде проиграли со счётом 1:5 сборной Ирландии.